# Овсянніков Богдан Ігорович
Богдан Ігорович Овсянніков (рос. Богдан Игоревич Овсянников, нар. 5 січня 1999, Нижній Новгород, Росія) — російський футболіст, воротар клубу «Крила Рад».

## Ігрова кар'єра
Богдан Овсянніков є вихованцем нижньогородського футболу. Займатися футболом він почав в академії місцевого клубу «Волга». Пізніше він перебрався до академії самарського клубу «Крила Рад», де виступав за молодіжну команду. На професійному рівні футболіст дебютував у липні 2017 року у другій команді «Крила Рад».
Влітку 2017 року Овсянніклв був орендований португальським клубом «Уніан Лейрія», який на той час належав російському бізнесмену. В основі воротар не зіграв жодного матчу, провівши кілька поєдинків у молодіжній команді.
Повернувшись до Росії, Овсянніков дебютував у першій команді «Крила Рад» у вересні 2019 року у матчі Кубка Росії. Через рік у жовтні 2020 року футболіст вперше вийшов на поле у матчі ФНЛ. У сезоні 2020/21 у складі команди Овсянніков виграв турнір ФНЛ, а в травні 2022 року дебютував у турнірі РПЛ.

### Збірна
У 2018 році Богдан Овсянніков брав участь у матчах юнацької збірної Росії (U-18).

## Титули
Крила Рад
- Фіналіст Кубка Росії: 2020/21
- Переможець ФНЛ: 2020/21